# Couronne de Finlande
La couronne royale de Finlande devait être une couronne créée pour le souverain de Finlande. Resté à l'état de dessins préparatoires, un exemplaire a été fabriqué en 1988 et est aujourd'hui exposée dans la Galerie de pierres précieuses de Kemi, en Finlande.

## Histoire
Après la révolution d'octobre en Russie qui propulse les bolcheviks au pouvoir et grâce à ses liens avec le Reich allemand, la Finlande déclare son indépendance. Lors de cette époque de grands troubles politiques, les élites politiques se divisent en deux courants : les républicains à tendance libérale et les monarchiste. Le 9 août 1918, comme ces derniers sont majoritaire au Parlement finlandais, ils proclament la création du royaume de Finlande.
Après avoir éprouvé des siècles durant la domination suédoise puis la souveraineté russe, les Finlandais désire pouvoir choisir eux-mêmes leur nouveau roi. Dans un statut de 1772, il est suggéré qu'en cas d'absence de monarque (ce qui est le cas en 1918, car le dernier grand-duc de Finlande a légalement abdiqué), il serait possible d'en élire un nouveau. Après concertation avec les alliés germaniques, Frédéric-Charles de Hesse-Cassel, beau-frère de l'empereur Guillaume II, est élu comme "Charles Ier, roi de Finlande et de Carélie, duc d'Åland, grand-duc de Laponie, prince de Kaleva et du Nord" le 9 octobre 1918.
Désirant montrer vivement la dignité royale, de nombreux objets destinés au futur souverain sont commandés à des artistes finlandais. Ainsi, une couronne royale est commandée au métallurgiste et émailleur Éric O.W. Ehrström. Ce dernier esquisse des dessins préparatoires qui, finalement, se révèleront inutiles. En effet, dès le 14 décembre 1918, le nouveau roi abdique par courrier (sans jamais avoir mis en pied en son éphémère royaume) et une république est proclamée. Cependant, en 1988, l'orfèvre Teuvo Ypyä a fabriqué une réplique de la couronne sur base des croquis d'Ehrström. Cette réplique est toujours visible aujourd'hui dans la Galerie de pierres précieuses de Kemi.

## Description

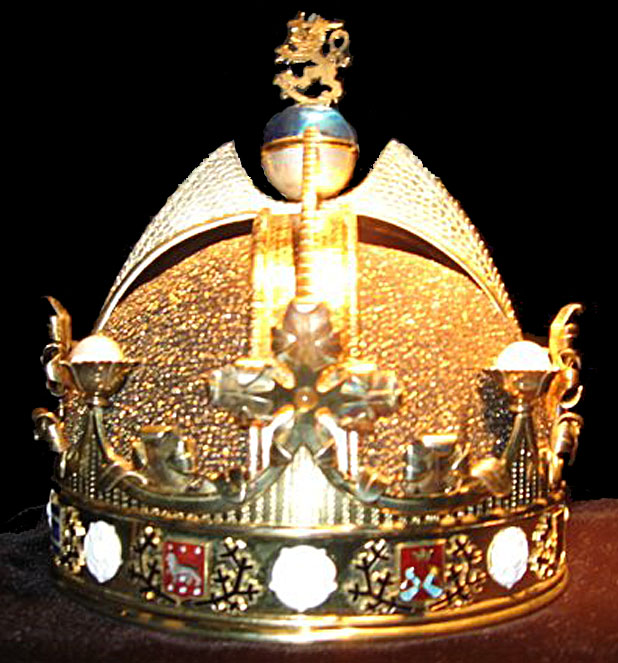
Réplique de la couronne royale de Finlande

Selon les plans d'Éric Ehrström, la couronne royale de Finlande devait sortir largement des formes habituelles de couronnes européennes et beaucoup innover dans sa structure. Elle consiste d'abord en un anneau denté en or, orné de rosettes en platine et de représentation émaillée des armoiries des provinces historiques de Finlande (sur la réplique, ces armoiries sont entourées de motifs de brindilles de sapin). Sur les dents, se trouvent en alternance des perles d'eau douce de Carélie et des ornements végétaux en or. Derrière les feuilles, quatre arches dorée et décorées de motifs gravés s'élèvent pour former la couronne et portent en supplément un crête élevée. Ces arches devaient porter des motifs de brindilles de sapin et de feuilles, et être composée d'un alliage d'or verdâtre pour rappeler les richesses finlandaises en bois (d'où l'absence de pierres précieuses dans la partie supérieure). Au sommet, une orbe émaillée de bleu et de blanc est surmontée du lion héraldique des armoiries de la Finlande. La doublure en soie pourpre, relevée d'un filet d'or, vient terminer la couronne. La réplique de la couronne mesure 58 centimètres de diamètre pour un poids d'environ 2 kilogrammes.